# Йоганн Ліхтенштейнський (1910—1975)
Йоганн Ліхтенштейнський (нім. Johann von und zu Liechtenstein), ім'я при народженні Йоганнес Франц де Паула Ґабріель Ільдефонс Фелікс Клеменс Марія Йозеф (нім. Johannes Franz de Paula Gabriel Ildefons Felix Klemens Maria Josef), ( 18 травня 1910 — 22 січня 1975) — князь Ліхтенштейнський, син князя Йоганна Ліхтенштейнського та графині Марії Ґабріели Андраши.

## Біографія
Йоганнес народився 18 травня 1910 року у Відні. Він був третьою дитиною та третім сином в родині принца Йоганна Ліхтенштейнського та його дружини Марії Ґабріели Андраши. Хлопчик мав старших братів Альфреда Ґезу та Емануеля, наступного року народився молодший — Костянтин.
У віці 26 років принц узяв за дружину 24-річну графиню Кароліну Ледебур-Віхельнську, другу доньку графа Ледебур-Віхельнського Ойгена. Весілля відбулося 16 листопада 1936 у Маріашайні в Богемії. У подружжя народилося четверо дітей.
Помер у Санкт-Галлені в Швейцарії у віці 64 років.

## Родина
Дружина — Кароліна Ледебур-Віхельнська
Діти:
- Марія Елеонора (нар.1937)
- Ойген (нар.1939) — одружений з графинею Марією Терезією фон Гесс, має сина та трьох доньок;
- Альбрехт (нар.1940) — барон фон Ландскрон, був двічі одруженим, має трьох дітей від обох шлюбів;
- Барбара (нар.1942) — дружина принца Югославії Александра Карагеоргійовича, має єдиного сина.